# كارل ريتشارد جاكوبي
كارل ريتشارد جاكوبي (بالإنجليزية: Carl Richard Jacobi)‏ (10 يوليو 1908، منيابولس في الولايات المتحدة - 25 أغسطس 1997، سانت لويس بارك في الولايات المتحدة)؛ صحفي، كاتب وروائي أمريكي. درس في جامعة منيسوتا.